# Municipio de Decatur (condado de Lawrence)
El municipio de Decatur (en inglés: Decatur Township) es un municipio ubicado en el condado de Lawrence en el estado estadounidense de Ohio. En el año 2010 tenía una población de 726 habitantes y una densidad poblacional de 8,38 personas por km².

## Geografía
El municipio de Decatur se encuentra ubicado en las coordenadas 38°43′22″N 82°38′52″O / 38.72278, -82.64778. Según la Oficina del Censo de los Estados Unidos, el municipio tiene una superficie total de 86.59 km², de la cual 86,29 km² corresponden a tierra firme y (0,35 %) 0,3 km² es agua.

## Demografía
Según el censo de 2010, había 726 personas residiendo en el municipio de Decatur. La densidad de población era de 8,38 hab./km². De los 726 habitantes, el municipio de Decatur estaba compuesto por el 97,38 % blancos, el 0,55 % eran afroamericanos, el 0,14 % eran amerindios y el 1,93 % eran de una mezcla de razas. Del total de la población el 0,55 % eran hispanos o latinos de cualquier raza.